# Cantó de Bordeus-6

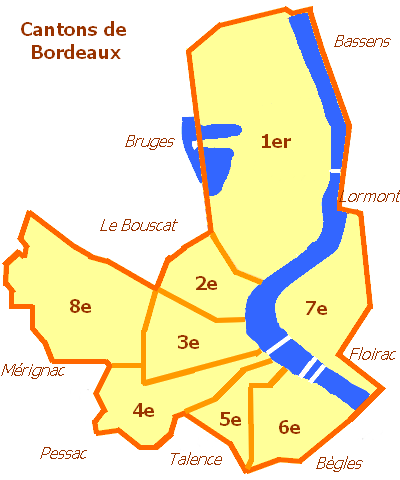
Els 8 cantons de Bordeus

El cantó de Bordeus-6 és un cantó francès del departament de la Gironda, situat al districte de Bordeus. Comprèn la part meridional del municipi de Bordeus (quartier de St-Jean - Belcier - Carle Vernet - Albert 1r - Sacré Cœur).

## Història
| Data d'elecció                           | Identitat          | Partit | Qualitat |
| ---------------------------------------- | ------------------ | ------ | -------- |
| 1945-1948                                | René Duhourquet    | PCF    |          |
| 1948-1956                                | M. Costes          |        |          |
| 1956-1961                                | René Duhourquet    | PCF    |          |
| 1961-1967                                | Pierre Pineau      |        |          |
| 1967-1973                                | Claude Scipion     | PCF    |          |
| 1973-1985                                | Pierre Biondini    | PS     |          |
| 1985-1998                                | Jean-Claude Barran | RPR    |          |
| 1998-                                    | Jacques Respaud    | PS     |          |
| les dades anteriors no són pas conegudes |                    |        |          |
|                                          |                    |        |          |

## Demografia
| 1962 | 1968 | 1975 | 1982 | 1990 | 1999 | 2006   |
| ---- | ---- | ---- | ---- | ---- | ---- | ------ |
| -    | -    | -    | -    | -    | -    | 29.390 |